# Marijose Delgado Dávila
Plantilla:Ficha deportista

Marijose Delgado Dávila ejecutando una rutina de gimnasia rítmica con cinta durante una competencia internacional

Marijose Delgado Dávila (nacida el 23 de abril de 2011 en Cuernavaca, Morelos, México) es una gimnasta rítmica mexicana en categoría junior. Representando a México en campeonatos internacionales y al Estado de México en competencias Nacionales. Obtuvo el mejor resultado histórico para el país en una competencia mundial juvenil.

## Trayectoria
Marijose Delgado comenzó su formación desde temprana edad en gimnasia rítmica, destacando en torneos nacionales en distintas categorías. En 2023, se coronó campeona absoluta en los Juegos Nacionales CONADE, obteniendo medallas de oro en todos los aparatos (aro, pelota, clavas y cinta), así como en la competencia all-around.
En 2024, ascendió a la categoría 1A Pre-Junior y fue seleccionada para representar a México en el Campeonato Panamericano Juvenil de Gimnasia Rítmica celebrado en Asunción, Paraguay, donde obtuvo medallas de bronce en su debut internacional.

## Participación internacional
En julio de 2025, representó a México en el Campeonato Mundial Juvenil de Gimnasia Rítmica celebrado en Sofía, Bulgaria, donde obtuvo el 18.º lugar en cinta, siendo este el mejor resultado histórico para una gimnasta mexicana en dicha competencia.
También participó en las pruebas de aro y cinta, finalizando en la posición 24 en el ranking de aro.
Ese mismo año ganó la medalla de oro all-around en la Copa Vitry Stars 2025 realizada en Chicago, Estados Unidos, y fue finalista en eventos internacionales como el AGF Trophy en Bakú (Azerbaiyán) y la Aphrodite Cup en Grecia.

## Juegos Panamericanos Junior 2025
Marijose Delgado fue convocada para representar a México en los Juegos Panamericanos Junior 2025, que se celebran en Asunción, Paraguay, del 9 al 23 de agosto. Su participación se enmarca dentro del calendario competitivo de la Federación Mexicana de Gimnasia, y forma parte de las principales representantes nacionales en su disciplina y categoría.

## Formación y preparación
Ha participado en múltiples campamentos internacionales de alto rendimiento en países como Bulgaria, Rusia, Aruba y Panamá. También ha realizado concentraciones en el Centro Nacional de Alto Rendimiento (CNAR) en México, bajo la dirección de entrenadoras búlgaras especializadas.
Su entrenadora es Jennifer Ponvert Bosque, quien dirige al equipo mexiquense de gimnasia rítmica y ha colaborado con las atletas en logros recientes.

## Logros destacados
- Campeona absoluta en los Juegos Nacionales CONADE 2023 (oro en los cuatro aparatos y all-around).[1]
- Subcampeona nacional en CONADE 2025 (4 platas y 1 oro).
- Oro all-around en Copa Vitry Stars 2025.
- 18.º lugar en cinta y 24.º en aro en el Campeonato Mundial Juvenil de 2025 (mejores posiciones históricas para México).[2]
- Finalista en torneos internacionales en Azerbaiyán y Grecia.

## Cobertura mediática e institucional
La trayectoria de Marijose Delgado Dávila ha sido documentada por medios independientes y organismos oficiales del deporte. El diario *La Crónica de Morelos* publicó un artículo destacando su desempeño internacional y su proyección como una de las gimnastas juveniles más prometedoras de México. Asimismo, ha sido mencionada en comunicados y resultados oficiales de la Comisión Nacional de Cultura Física y Deporte (CONADE) y de la Unión Panamericana de Gimnasia (UPAG), lo que respalda su relevancia como representante nacional en competencias internacionales.

## Reconocimiento
Diversas federaciones y medios deportivos han resaltado su trayectoria como una de las más prometedoras del deporte juvenil en México.